# 侯振挺
侯振挺（1936年3月—），男，河南新密人，中国数学家，中南大学教授，全国劳动模范，第五、六、七、八届全国人大代表。长期从事马尔可夫过程的研究。

## 生平
1978年加入中国共产党。2017年获第十三届华罗庚数学奖。